# Anamari Velenšek
Anamari Velenšek (15 de maio de 1991) é uma judoca eslovena da categoria até 78 quilos.
Foi terceiro lugar no Campeonato Mundial de 2014 e vice-campeã no ano seguinte.
Nos Jogos Olímpicos de 2016 conquistou a medalha de bronze ao vencer a alemã Luise Malzahn.